# Transferência da Crimeia da Rússia para a Ucrânia

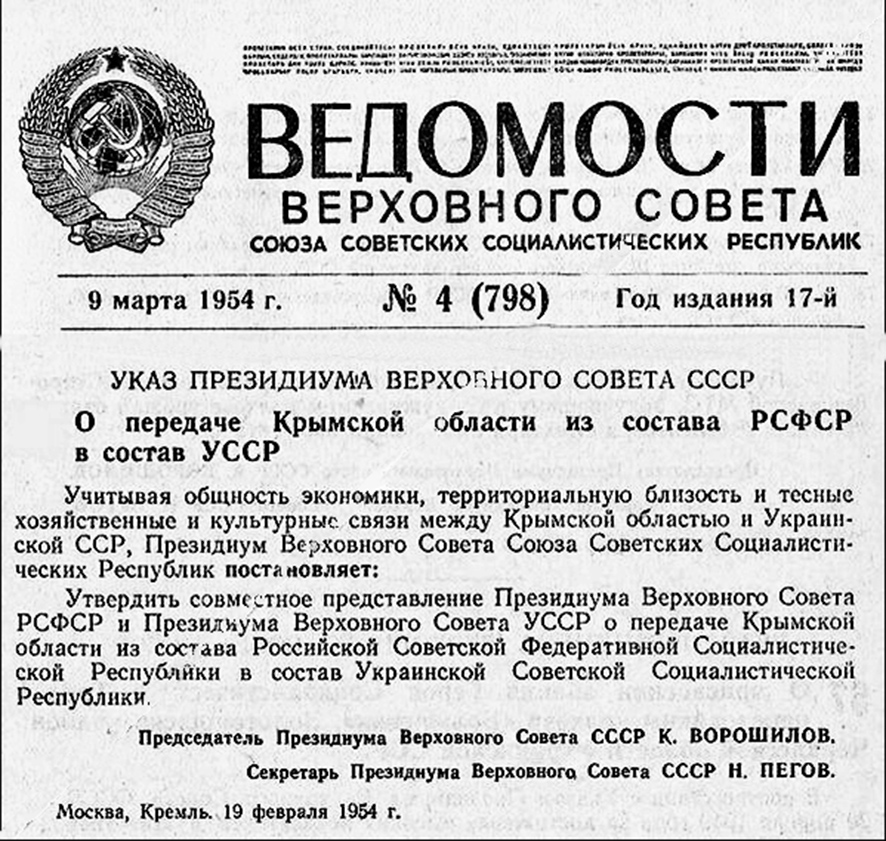
Ukaz do Presidium do Soviete Supremo da URSS "sobre a transferência do Oblast da Crimeia da RSFSR para a RSS ucraniana".

A Transferência da Crimeia da Rússia para a Ucrânia, também conhecida como Transferência do Oblast da Crimeia da RSFSR para a RSS ucraniana (em russo:  Передача Крымской области из состава РСФСР в состав УССР), foi uma ação administrativa realizada pelo Presidium do Soviete Supremo da URSS, com base em um ukaz datado de 19 de fevereiro de 1954, aprovada pela lei da URSS de 26 de abril do mesmo ano, que transferiu a administração do Oblast da Crimeia da República Socialista Federativa Soviética da Rússia para a República Socialista Soviética da Ucrânia em 1954.